# Collabium chapaense
Collabium chapaense är en orkidéart som först beskrevs av François Gagnepain, och fick sitt nu gällande namn av Gunnar Seidenfaden och Paul Ormerod. Collabium chapaense ingår i släktet Collabium, och familjen orkidéer.
Artens utbredningsområde är Vietnam. Inga underarter finns listade i Catalogue of Life.